# Karamicevți, Gabrovo
Karamicevți (în bulgară Карамичевци) este un sat în comuna Sevlievo, regiunea Gabrovo,  Bulgaria. 

## Demografie
Componența etnică a satului Karamicevți
     Bulgari (100%)
     Nicio identificare (0%)
     Altele (0%)
La recensământul din 2011, populația satului Karamicevți era de 28 locuitori. Din punct de vedere etnic, toți locuitorii erau bulgari.